# Ceyda Torun
Pour les articles homonymes, voir Torun.
Ceyda Torun est une réalisatrice turque. Elle est notamment l'auteure du documentaire Kedi.

## Biographie
Ceyda Torun a grandi à Istanbul jusqu'à l'âge de 11 ans puis a vécu en Jordanie et aux États-Unis où elle a étudié l'anthropologie. Elle vit à Los Angeles.

## Filmographie
Sauf indication contraire, les informations mentionnées dans cette section peuvent être confirmées par la base de données cinématographiques IMDb,  présente dans la section « Liens externes ».
- 2008 : Consuming Love (court métrage)
- 2016 : Kedi (documentaire)

## Distinctions
Sauf indication contraire, les informations mentionnées dans cette section peuvent être confirmées par la base de données cinématographiques IMDb,  présente dans la section « Liens externes ».
Récompenses
- Sidewalk Film Festival 2016 : meilleur film pour la famille pour Kedi
- Critics Choice Documentary Awards 2017 : meilleur premier documentaire pour Kedi

Nominations
- Critics Choice Documentary Awards 2017 : meilleur réalisateur pour Kedi
- Cinema Eye Honors Awards 2018 : prix du public pour Kedi